# Thomas Metzinger
Thomas Metzinger (12 marzo 1958) è un filosofo tedesco.
È ritenuto il più autorevole rappresentante europeo della filosofia della mente.

## Biografia
Si è laureato in filosofia nel 1982 alla Johann Wolfgang Goethe-Universität e dal 2000 è professore emerito di filosofia teoretica presso l'Università Johannes Gutenberg di Magonza. A partire dal 2011, è stato professore a contratto dell'Istituto di studi avanzati di Francoforte, cofondatore della Fondazione tedesca per l'altruismo effettivo, presidente della Fondazione Barbara Wengeler e membro del comitato consultivo della Fondazione Giordano Bruno e della Fondazione MIND. Dal 2008 al 2009 ha insegnato presso il Berlin Institute for Advanced Study e dal 2014 al 2019 presso il Gutenberg Research College; dal 2019 al 2022 è stato insignito del titolo di Senior-Forschungsprofessur dal Ministero della Scienza, dell'Istruzione e della Cultura. Dal 2018 al 2020, Metzinger ha lavorato come membro del gruppo di esperti di alto livello sull'intelligenza artificiale della Commissione europea. Nel 2022 è stato eletto membro dell'Accademia Cesarea Leopoldina

## Opere
- Neuere Beiträge zur Diskussion des Leib-Seele-Problems, Peter Lang, 1985, ISBN 3-8204-8927-4
- Subjekt und Selbstmodell. Die Perspektivität phänomenalen Bewußtseins vor dem Hintergrund einer naturalistischen Theorie mentaler Repräsentation, 1993, ISBN 3-89785-081-8
- Being No One. The Self-Model Theory of Subjectivity, MIT Press, 2003, ISBN 0-262-13417-9
- Der Ego-Tunnel : Eine neue Philosophie des Selbst : Von der Hirnforschung zur Bewusstseinsethik, Berlin Verlag, 2009, ISBN 978-3-8270-0630-1
  - The Ego Tunnel : The Science of the Mind and the Myth of the Self, Basic Books, 2009, ISBN 978-0-465-04567-9
    - Il tunnel dell'io, Raffaello Cortina Editore, 2010, ISBN 9788860303141

## Critica
- Il tunnel dell'io, su Sitosophia